# TUBSAT-N/N1
TUBSAT-N und N1 waren die ersten Nanosatelliten des Institut für Luft- und Raumfahrt (ILR) der TU Berlin. Die Entwicklung und den Bau der Satelliten übernahm das ILR, mit Projektführung durch Udo Renner, die Finanzierung wurde durch das Bundesministerium für Bildung und Forschung gewährleistet. Die Satelliten waren Kommunikations- und Technologieerprobungssatelliten.
Die Satelliten wurden als miteinander gekoppeltes System gestartet und wurden erst im Orbit voneinander getrennt. Die Idee war eine Stapelung von bis zu zehn TUBSAT-N1 Satelliten um diese gemeinsam zu starten und erst im Orbit in unabhängige Plattformen zu trennen. Jeder der Subsatelliten hätte eigene Aufgaben übernehmen können. Das Geld reichte jedoch nur für zwei Satelliten.

## Missionsverlauf
Der Start erfolgte am 7. Juli 1998 mit einer russischen Schtil-1N-Rakete. Erstmals wurden dabei Satelliten von einem getauchten U-Boot, der K-407 Nowomoskowsk, in die Erdumlaufbahn gebracht. Der Startplatz befand sich vor der Halbinsel Kola in der Barentssee.
Die Kommunikationsexperimente entsprachen im Wesentlichen denen des TUBSAT-A jedoch mit modernerer Technologie und deutlich reduziertem Volumen und Massebedarf. Der planmäßige Wiedereintritt in die Atmosphäre erfolgte ein Jahr später.

## Technische Daten
TUBSAT-N:  32 × 32 × 10,4 cm, 8,5 kg
- UHF-Kommunikationssystem
- 1 Reaktionsrad
- 1 Sternsensor

TUBSAT-N1: 32 × 32 × 3,4 cm, 3 kg
- UHF-Kommunikationssystem